# Leskia angusta
Leskia angusta là một loài ruồi trong họ Tachinidae.